# Леон, Рикардо
Рика́рдо Лео́н Бри́то (исп. Ricardo León Brito; род. 8 февраля 1983, Лос-Реалехос, Канарские острова) — испанский футболист, полузащитник.

## Карьера
В 2005—2011 годах выступал за клуб «Тенерифе». С 2011 по 2013 год играл в хихонском клубе «Спортинг». В 2013 году снова вернулся в «Тенерифе».